# Martin Papenbrock
Martin Papenbrock (geboren 1963 in Harsewinkel) ist ein deutscher Kunsthistoriker.

## Leben
Martin Papenbrock nahm 1983 das Studium der Kunstgeschichte, Literatur- und Editionswissenschaft an der Universität Osnabrück
auf und wurde 1991 mit der Dissertation Funktionen christlicher Ikonographie in der deutschen Kunst der Jahre 1945 bis 1949 promoviert. Für seine Doktormutter Jutta Held gab er 1995 eine Festschrift heraus. 1999 habilitierte er sich mit der Schrift Landschaften des Exils: Gillis van Coninxloo und die Frankenthaler Maler. Papenbrok lehrt seit 1998 an der Universität Karlsruhe (seit 2009 Karlsruher Institut für Technologie, KIT).

## Schriften (Auswahl)
- mit Gisela Schirmer, Anette Sohn und Rosemarie Sprute (Hrsg.): Kunst und Sozialgeschichte. Festschrift für Jutta Held. Centaurus, Pfaffenweiler 1995, ISBN 978-3-8255-0000-9.
- Entartete Kunst, Exilkunst, Widerstandskunst in westdeutschen Ausstellungen nach 1945: eine kommentierte Bibliographie. VDG, Verlag und Datenbank für Geisteswissenschaften, Weimar 1996, ISBN 3-932-12409-X.
- als Hrsg.: Kunst des frühen 20. Jahrhunderts in deutschen Ausstellungen: eine kommentierte Bibliographie. Band 1: Ausstellungen deutscher Gegenwartskunst in der NS-Zeit. VDG, Weimar 2000, ISBN 3-89739-041-8.
- Landschaften des Exils : Gillis van Coninxloo und die Frankenthaler Maler. Böhlau, Köln 2001 (zugl.: Osnabrück, Univ., Habil.-Schr., 1998), ISBN 978-3-412-16100-2.
- mit Jutta Held (Hrsg.): Kunstgeschichte an den Universitäten im Nationalsozialismus. Göttingen 2003.
- mit Katharina Büttner (Hrsg.): Kunst und Architektur in Karlsruhe. Festschrift für Norbert Schneider. Universitätsverlag, Karlsruhe 2006, ISBN 3-86644-050-2.
- mit Norbert Schneider (Hrsg.): Kunstgeschichte nach 1968. V & R Unipress, Göttingen 2010, ISBN 3-89971-617-5.
- mit Regine Hess und Norbert Schneider (Hrsg.): Kirche und Kunst: Kunstpolitik und Kunstförderung der Kirchen nach 1945 (Kunst Und Politik). V&R unipress, Göttingen 2012.
- mit Doris Tophinke: Graffiti digital. Das Informationssystem Graffiti in Deutschland (INGRID), in: Zeithistorische Forschungen 15 (2018), S. 159–172.